# ネイピアの骨
ネイピアの骨 （ネイピアのほね、Napier's bones） は、ジョン・ネイピアが発明したかけ算や割り算などを簡単に行うための道具である。

## 概要

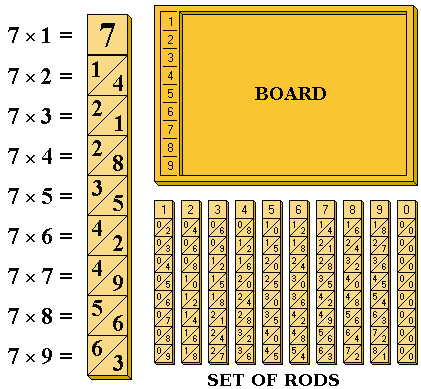
基盤と棒からなる。棒は左の図（図は7の棒）のように九九を元にして作られており、同じ棒が何本か用意されている。

ネイピアの骨は、ギリシャ語で「棒」を意味する ραβδoς (rabdos) と、「言葉」を意味する λóγoς (logos) の合成語である ラブドロジー (Rabdology) とも呼ばれる。ネイピアは、1617年の末にエディンバラで Rabdologiæ という名前で発表した。ネイピアの骨には九九の表が組み込まれており、複数の桁からなる正の整数と、1桁の正の整数の掛け算の計算を足し算だけで済ますことができる。
その応用として、複数桁同士の掛け算や割り算、平方根を求める計算ができる。
ネイピアの骨は、枠を持つ基盤（図中では「BOARD」）と、乗算や除算を行うために基板上に配置されるネイピアの棒（図中では「SET OF RODS」）によって構成される。基盤の左側には、1から9までの番号が順番に書かれた9個の正方形が並べられている。ネイピアの棒は、木や金属、もしくは厚紙でできた細長い板である。ネイピアの棒は9個の正方形に区切られており、一番上を除く全ての正方形が斜線によって左上と右下に分けられている。一番上の正方形には1桁の数字が書かれており、それ以外の正方形には、一番上の正方形に書かれた数を2倍した数から9倍した数までが順番に書かれている。ここで、正方形の左上の部分には10の位の数字が、右下の部分には1の位の数字が書かれている。10未満の数の場合、左上の部分の数字は0である。一番上の正方形に書かれている数字は、0から9まであるが、0の棒は全ての数字が 0 であり無くても問題ない。平方根の計算を行う場合は、これ以外に平方数を並べた棒が必要になる。

## 基本的な積
ネイピアの骨で基本となるのが、複数桁の整数と1桁の整数の積を求めることである。ここでは、ネイピアの骨を用いて 46785399 × 7 を求める。基盤に左から 4,6,7,8,5,3,9,9 の棒を順に並べる。もし0を含む桁がある場合、0の棒が無ければネイピアの棒を置かずに空白にすればよい。右端から順に、斜めに区切られた部分の数字を順に足していく。足した結果が2桁になる場合は、繰り上がりをし、左側の列にその数を足す。

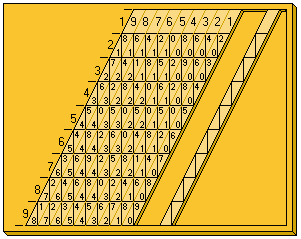
改良されたネイピアの骨。右端の無地の棒は0を表す棒。

上図で色の変えてある 7 行目を拡大し右側に抜き出してある。この 7 行目の一番右の正方形の右下は3なので、求めるべき積の1の位は3となる。次に、一番右の正方形の左上は6、その左隣の正方形の右下は3なので、求めるべき積の10の位は6+3=9となる。同様に、100の位は6+1=7となる。10万の位は5+9=14となるので、1を繰り上げて100万の位を4+2+1=7とし、10万の位を4とする。従って、求めるべき積は327497793となる。
このような足し算を見やすくするために、棒を傾けて、足す数を縦に並べられるようにした形のネイピアの骨の改良版も作られている。

## 複数桁の整数同士の積
簡単な応用として複数桁の整数同士も同じように求める事ができる。ここでは 46785399 × 96431 を求める。先程と同じように基盤に左から 4,6,7,8,5,3,9,9 の棒を順に並べる。そして 96431の各桁の（1の位から並べた） 1,3,4,6,9 との積を各行から求めて、上から並べる。桁が上がるごとに左へ桁をずらしながら書いていき最後に足し合わせる。
これは、一般に知られている掛け算の筆算と同じである。ネイピアの骨の役割は九九を用いる部分を簡略化し、九九を覚えていない人でもこのような掛け算を容易に行えるようにすることである。

## 除算
除算も、乗算と同様の方法で行うことができる。ここでは 46785399÷96431の商を求めてみよう。まず、基盤の内側に除数96431に相当するネイピアの棒を配置し、除数96431と1から9までの数との積を上述の方法によって算出する。この値を参考にして割り算の筆算を行えばよい。
以上の結果から、
46785399÷96431 = 485 … 16364
となる。
ネイピアの骨が使われているのは積を求める部分だけなので、小数点以下の値が必要な場合も普通の割り算の筆算と同様に計算すればよい。

## 開平法

### 平方数の棒
平方根を求める計算には、平方数 1, 4, 9, … 81 を並べた棒が必要になる。この棒は一番右に置いて使う。ここでは例として、 1 の棒、 3 の棒と平方数の棒を並べた図を用いる。ネイピアの骨の基本的な演算と同じく、足し算によって求めた各行の値を右端に付記した。
この演算は、 
(130+n)×n = 13×n×10 + n2
を n 行目の値とする演算である。 4 行目なら 134×4 = 536 に等しい。平方根を求める計算ではこの演算がとても重要になる。

### 平方根の求め方
ここでは例として 46785399 の平方根を求める。開平算を用いるときにまずすることは、小数点を基準にして二桁ずつに数字を分けることである。いまの場合
46|78|53|99
となる。
これは偶数桁でちょうど 2つずつに分かれたが、奇数桁の場合は最上位が 1つになる。例えば 27183の場合は 2|71|83 となる。整数ではなく小数部を持つ数の場合も小数点を基準にして 2桁ずつにわける。133.1415 であれば、 1|33.|14|15 と分ける。
最上位の区分の 46 に着目し 46 以下の平方数で最も大きいものを探すと 62 = 36 である。この 6 が平方根の最上位の数字になる。下図の中央にある筆算で赤い 6がこれにあたる。赤い四角で囲んだ 46 の下に 36 と書き引き算して 10 が得られる。次のブロックの 78 （青色の枠）を下ろしてきて 1078 とする。
ここでネイピアの骨を使う。赤い 6 の 2 倍、すなわち 12 （ 1 の棒と 2 の棒）を基盤に並べる。さらに右端に 平方数の棒を加えたものが下図の左上の基盤 1 である。各行を計算した値が右端に書いてある。 1078 以下で最も大きな数である行を探すと 8行目の 1024 が見つかる。これを 1078 の下に書き引き算を行い、 54を得る。このときの行数の 8 が平方根の次の桁の値（青色）になる。次のブロックの 53 （緑色の枠）を下ろしてきて 5453 とする。
1 の基盤に並べた 12 を 10 倍して 120。いま得た平方根の 2 桁目の値 8 を 2 倍して 16。これらを足して 120 + 16 = 136。この値が下図の右上の 2a の基盤になる。さらに平方数の棒を右端に並べ左下の 2bの基盤になる。 2b の基盤にも各行を計算した値が書いてある。この値の中から 5453 以下で最も大きい数を探すと 3行目に 4089が見つかる。これを 5453 の下に書き引き算をして 1364 を得る。この時の行数である 3 が平方根の次の桁の数字（緑色）になる。
以下は同じことの繰り返しをする。
1. 99 （桃色の枠）を下ろしてきて、 136499 を得る。
2. 基盤 2b で用いた 136 を 10 倍し、今、新たに得た平方根の値 3 （緑色）を 2 倍し両者を足すと 136×10 +3×2 = 1366 を得る。
3. 1366 を基盤に並べ平方数の棒を右端に添えると下図の右下にある基盤 3 のようになる。
4. 136499 以下で最も大きい数を基盤 3 から探すと 9 行目の 123021 が見つかり、136499 の下に書いて引き算をすると 13478 を得る。この時の行数である 9 が平方根の次の桁の数字になる。

以上の計算により
{\displaystyle {\sqrt {46785399}}\fallingdotseq 6839.\cdots }
ということが分かる。